# マヌエル・アルミホ

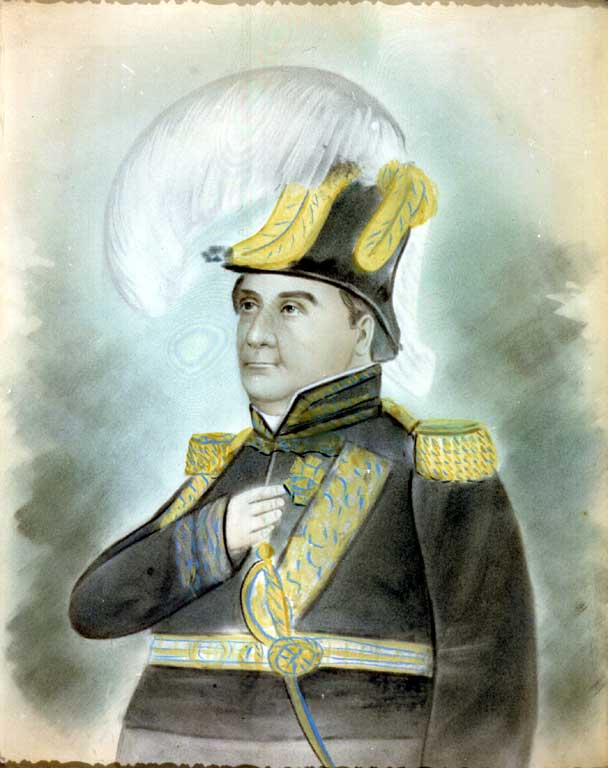
マヌエル・アルミホ

マニュエル・アルミホ (Manuel Arumijo, 1793年? – 1853年)は、ニューメキシコの軍人であり、州総督を3度も務めた政治家でもある。1837年の反乱を鎮圧するのに尽力し、また、テキサス人によるサンタフェ出征では迎え撃つメキシコ軍を率い、米墨戦争ではアメリカ合衆国軍に投降した。

## 若年期から第一期総督時代
マニュエル・アルミホはニューメキシコのアルバカーキで生まれ、自身の力で財産や名声を得た成り上がり者である。アルバカーキのオールドタウンに現存するレストラン “Casa de Armijo” が生家だと言われている。
ジョージ・ウィルキンズ・ケンダルによると、羊牧場の使用人として仕事をしながら羊泥棒を働き、それを売りさばくことで富を得たという。盗んだ羊をしばしば彼自身の雇い主に対しても売っていたという。だが、このケンダルは、1841年のサンタフェ出征時に捕虜となった際の経験を記した著述の中で、アルミホのことをとても口汚く人物描写しているなど、アルミホについて偏った表現をしている可能性がある。歴史家であるマーク・シモンズは、羊泥棒の逸話について、これは単なる「伝統」であり、当時であれば誰でもやっていた種類のことだとしている。アルミホは、1822年にはアルバカーキの市長 (alcalde) となり、1824年には民兵大尉になった。
1827年に、彼はニューメキシコの総督に任命された。だが翌1828年にはサンタフェ（当時の州都）から自らの地元であるアルバカーキに帰り、そこで羊や羊毛毛布を扱う裕福な商人として、元の市長業に戻ってしまった。これは連邦政府による総督に対する査察を回避するためだったとも言われている。
1836年に、アルミホはニューメキシコの税関長 (subcomisario) に任命された。この職位は蓄財には格好のもので、サンタフェでの仕事も増えた。しかし、健康を理由としてほとんどアルバカーキを出ず、そこで大部分の時間を過ごしたため、ついには交代させられた。

## 1837年の反乱
1837年8月に、ニューメキシコ北部の不満を抱く住民らが蜂起し、当時総督であったアルビーノ・ペレスを殺害して、州全体を掌握した（1837年の反乱）。州南部の住民らは新しい政府に反対の立場だったが、かといって反乱に対抗する反革命をリードする立場になる有力者は現れなかった。マリアーノ・チャベス（Mariano Chávez、アルミホの親類で、若いが裕福だった）はアルミホに対してこの立場をとることを勧め、アルミホも承諾した。アルミホはサンタフェに進軍して自分が知事であると宣言したが、これは反乱（総督殺害）の一報を受けたメキシコ政府が直ちに彼を総督に指名したことを受けてのものであった。ケンダルはその記述の中で、アルミホが自分で自分を総督に指名したことを知らせる書状を書いたとしているが、事実ではない。
アルミホは政府軍の派遣を要請する書簡を送り、1838年1月上旬にはカイエターノ・ユスティニアーニ大佐の率いる精鋭のベラクルス騎兵連隊が到着した。同月後半にはふたたび反乱の火の手が上がったが、アルミホの率いる軍隊がポホアキ (Pojoaque) で反乱軍を制圧した。メキシコの歴史家カルロス・マリア・ブスタマンテへ送ったアルミホの手紙によれば、彼はあくまで名目上の指揮官であって、本当に指揮を執っていたのはユスティニアーニだったという。
ケンダルをはじめとしてアメリカの作家たちは、反乱を始めさせたのはアルミホ本人であり、そして最後にはそれを自分で鎮圧したにすぎないとして批判している。その根拠として、貿易商で作家でもあるジョシア・グレッグは、アルミホの兄弟がクレッグに「ほのめかした」話として、アルミホは、反乱民らが彼を総督に推挙してくれると期待してアルバカーキからサンタフェまで行ったが、アルミホは個人的には反乱に何らの関与もしていなかったので、誰も総督として認めてはくれず、仕方なくアルバカーキに舞い戻って、今度は反乱を鎮圧する側になったというものだ。歴史家ジャネット・ルコンプテ (Janet Lecompte) は、1837年の反乱に関してアルミホが関与していたことを示す書類上の証拠が何一つないことを指摘して、これを作り話だとしている。

## 第二期総督時代
1841年に、アルミホはテキサス人によるサンタフェ出征の軍隊を撃退することに成功した。 彼は、帰国の安全を保証するという、明らかに嘘の約束を承認したのだが、結果としてテキサスの商人と兵士らを捕虜として捕え、囚人としてはるか南のメキシコまで移送した。
アルミホの腐敗についての様々な話は、米国によるメキシコへの侵入を正当化するために、白人社会内部を納得させる言い訳でもあった。彼がサンタフェの高級売春宿のオーナーであるマリア・ゲルトルーディス・バルセロと違法な関係を持っているともうわさされた。
また、この期間中、彼はアメリカ人に対しての公有地の払い下げも熱心で、それまでに例のない、およそ9,700,000エーカー（39,000平方キロメートル）という面積の土地の払下げを承認した。 たとえば、1841年1月に、チャールズ・ボービエン (Charles Beaubien) とグアダルーペ・ミランダは、アルミホにサングレ・デ・クリスト山脈東部の土地1,741,764エーカー（7,048.67平方キロメートル）払い下げを申請し、チャールズ・ベント（後のニューメキシコ準州初代知事）はメキシコ市民権がないのにこの土地の一部を得ることができた。タオスのパドレ・マルチネスがこのことを知って強い抗議を行うと、アルミホはその夏の払い下げを取りやめた。後年、ボービエンが死んだとき、アルミホは土地の払い下げを取りやめたが、ボービエンの土地はその義理の息子であるルシアン・マクスウェルにそれを与えられた。
1843年に、テキサス共和国はサンタフェ出征に参加した人々を拘束したこと、およびメキシコによるテキサスへの軍事攻撃の報復のためにニューメキシコに軍隊を送った。この軍隊は200名ほどの規模だったが、遭遇したメキシコの先遣隊を撃破することに成功した。アルミホは500人ほどの軍隊を率いて140マイル（およそ230キロメートル）離れた場所でキャンプしていたが、その知らせを聞いて「仰天し、逃げた」。軍司令官の職も辞し、翌年には「健康上の理由」と称して総督も辞任してしまった。

## 第三期総督時代と米墨戦争
それでも、彼は1845年に三度目の総督職を任命された。翌年、米墨戦争が始まり、アメリカのスティーブン・カーニー将軍の率いる1,700名ほどの軍隊がニューメキシコ制圧のために派遣された。アルミホはこのことをサンタフェトレイルを通ってやってきたアメリカ人のビジネスパートナーから6月下旬には聞いて知っていた。アルミホは彼の持っていた事業の権利をこのアメリカ人に売却し、さらにその他の資産類の清算を始めた。
ミズーリ州のインデペンデンスから来たキャラバンから大量の武器弾薬を受け取った。8月4日に、カーニー軍が現在のコロラドとニューメキシコ間の州境を超えたころには、権限移譲の書面にサインし、後任者にすべてを委任した。8月8日に、ニューメキシコの人々に対して、侵入者を撃退するための準備を進めるように勧告する文書を作成した。
8月9日ごろ、アルミホは何人かの地元で尊敬されているニューメキシコ住民との会談を招集した。彼は戦いたくなかったが、出席した聖職者らはそうではなかった。常備軍の若い指揮官、ディエゴ・アルチュレータと若い民兵士官マニュエル・チャベスとミゲル・ピーノも戦うことを主張した。戦争を逃れた難民の話によると、あとの二人（チャベスとピーノ）がアルミホに銃を向けて脅さなければ、防衛に関しても何もしなかっただろうと思われている。それから8月12日または13日に、彼はジェームズ・マゴフィン (James Magoffin) という名のアメリカ人（アルミホの親類の夫で、アルミホに戦争を止めさせるよう説得したのは自分であると後日主張した）を迎えた。確認されてはいないが、マゴフィンは件の会議の人々を金で買収したとされ、後日マゴフィンは米国財務省にそれに要した金額として50,000ドルを請求し、30,000ドルを受け取った。
同じころ、一部のサンタフェ住民の間では、町にやってきたこのアメリカ人貿易商を殺害しようという話し合いがもたれていた。だがアルミホはこれを察知してやめさせ、また、アルチュレータを解任した。そうこうしながらも、サンタフェの戦いではアルミホは市街から南東に10マイル（およそ16キロメートル）ほど狭い道を通ったところにあるアパッチキャニオン (Apache Canyon) に陣地を構築した。しかし、アメリカ軍が視界に入ってもこちらからは撃たないことと決めた。ピーノ、チャベスおよび民兵の何人かが主張して、ようやく大砲を敵に向ける命令だけは発した。カーニー軍が一発も打つことなくサンタフェに入城しニューメキシコの占領宣言を行う前には、ニューメキシコ軍全員はサンタフェからいなくなっており、アルミホはチワワまで逃げた。
アルミホは、敵前で臆病になり職務放棄したとしてメキシコシティにおいて裁判にかけられたが、無罪となった。メキシコシティ滞在中、チワワでスパイ容疑により捕まったマゴフィンに代わって仲裁人を務めた。
アルミホは、後年ニューメキシコに戻り、レミター (Lemitar) というところで晩年を過ごした。ソコロのサンミゲル教会の前の墓地に埋葬されている。